# Scleria laxa
Scleria laxa är en halvgräsart som beskrevs av Robert Brown. Scleria laxa ingår i släktet Scleria och familjen halvgräs. Inga underarter finns listade i Catalogue of Life.